# 한상재
한상재는 대한민국의 텔레비전 드라마 연출감독이다.

## 드라마
- 2018년 tvN 월화 미니시리즈 《시를 잊은 그대에게》 메인연출
- 2023년 ENA 월화 미니시티즈 & GENIE 월화 미니시리즈 《마당이 있는 집》 책임프로듀서
- 2023년 TVING 금요 오리지널 시리즈 《잔혹한 인턴》 메인연출
- 2023년 ENA 수목 미니시리즈 《유괴의 날》 책임프로듀서
- 2024년 ~ 2025년 ENA 월화 미니시리즈 & GENIE TV 월화 미니시리즈 《나미브》 메인연출

## 예능
- 2009년 ~ 2011년 tvN 예능프로그램 《재밌는 TV 롤러코스터》 ... 공동연출

## 시즌제 드라마
- 2010년 ~ 2011년 tvN 금요 드라마 《막돼먹은 영애씨 시즌8》 메인연출
- 2011년 ~ 2012년 tvN 금요 드라마 《막돼먹은 영애씨 시즌9》 메인연출
- 2012년 tvN 금요 드라마 《막돼먹은 영애씨 시즌10》 메인연출
- 2012년 ~ 2013년 tvN 목요 드라마 《막돼먹은 영애씨 시즌11》 메인연출
- 2013년 tvN 목요 드라마 《막돼먹은 영애씨 시즌12》 메인연출
- 2014년 tvN 목요 드라마 《막돼먹은 영애씨 시즌13》 메인연출
- 2015년 tvN 월화 드라마 《막돼먹은 영애씨 시즌14》 메인연출
- 2016년 ~ 2017년 tvN 월화 드라마 《막돼먹은 영애씨 시즌15》 메인연출
- 2019년 tvN 금요 드라마 《막돼먹은 영애씨 시즌17》 메인연출